# Поведенческа психотерапия
Поведенческата психотерапия или като бихейвиористична терапия (на английски: Behavioral Psychotherapy) е една от двете течения на мисълта (другото е когнитивна терапия), които заедно правят Когнитивната поведенческа терапия.
Поведенческата психотерапия има богати традиции в изследването и практиката. От чисто бихевиористична перспектива, поведенческата терапия показва значителен успех с клиенти с различни проблеми. Традиционната поведенческа терапия работи с обуславянето и оперантното кондициониране за разрешаване на проблемите на клиентите.